# Порядок преемственности президентства в США

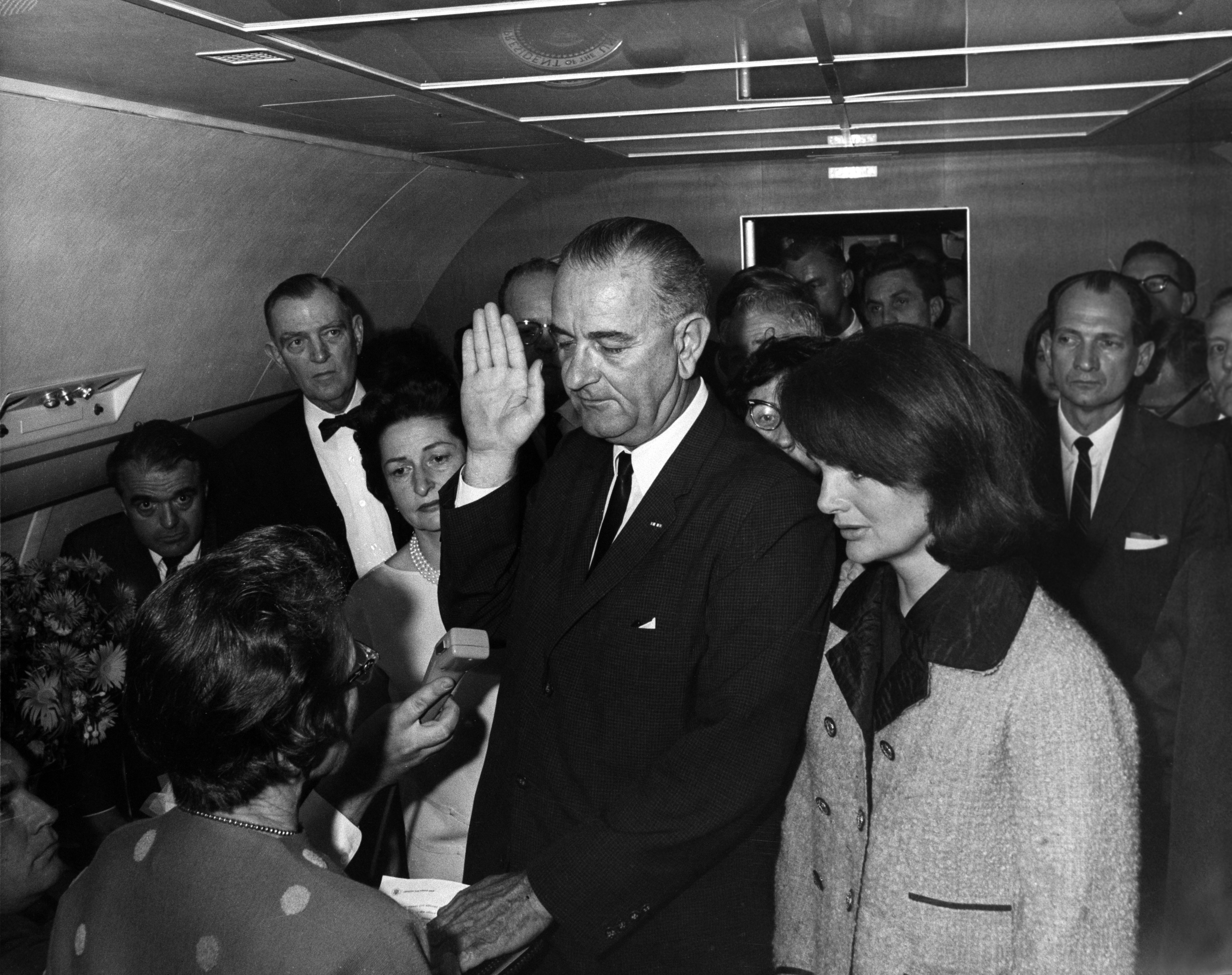
Федеральный судья Сара Хьюз приводит к присяге Линдона Джонсона после убийства президента Кеннеди, 22 ноября 1963 года

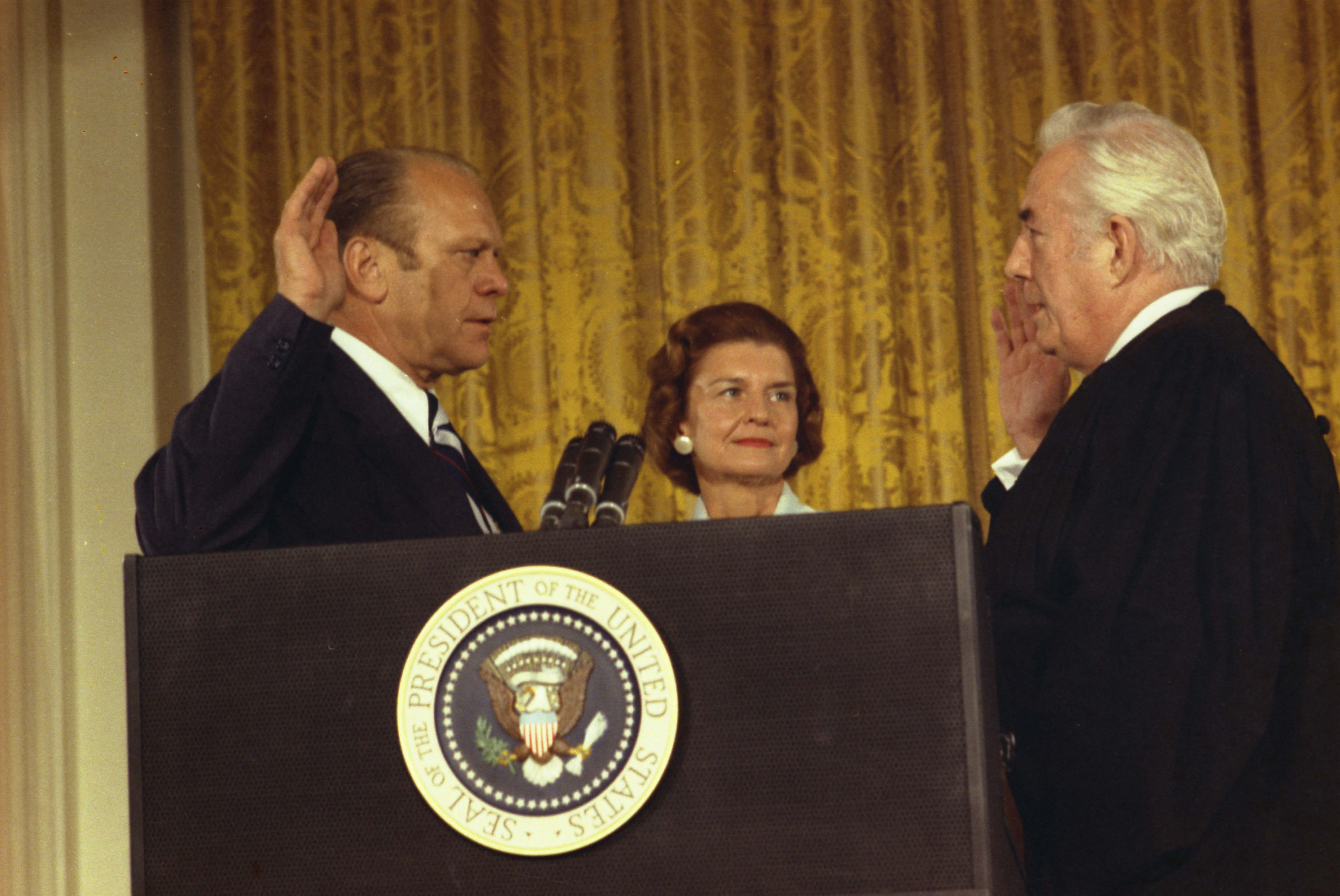
Председатель Верховного суда США Уоррен Бергер приводит к присяге Джеральда Форда после отставки президента Никсона, 9 августа 1974 года

Очерёдность прее́мственности президе́нтства в США — порядок в США, определяющий, кто может занять пост президента или исполнять его обязанности по причине нетрудоспособности, смерти, отставки или отстранения от должности (по импичменту и последующему осуждению) действующего или избранного президента.

## Текущая очерёдность
Ниже представлена текущая очерёдность преемственности президентства, определённая конституцией США и «Актом о преемственности президентства» 1947 года (Presidential Succession Act of 1947), включая последующие поправки ввиду создания новых министерств.
| #  | Должность                                             | Замещает в данный момент             |
| -- | ----------------------------------------------------- | ------------------------------------ |
| 1  | Вице-президент                                        | Джей Ди Вэнс (республиканец)         |
| 2  | Спикер Палаты представителей                          | Майк Джонсон (республиканец)         |
| 3  | Временный президент Сената                            | Чак Грассли (республиканец)          |
| 4  | Государственный секретарь                             | Марко Рубио (республиканец)          |
| 5  | Министр финансов                                      | Скотт Бессант (республиканец)        |
| 6  | Министр обороны                                       | Пит Хегсет (республиканец)           |
| 7  | Генеральный прокурор                                  | Пэм Бонди (республиканец)            |
| 8  | Министр внутренних дел                                | Дуг Бёргам (республиканец)           |
| 9  | Министр сельского хозяйства                           | Брук Роллинз (республиканец)         |
| 10 | Министр торговли                                      | Говард Лутник (республиканец)        |
| 11 | Министр труда                                         | Лори Чавес-Деремер (республиканец)   |
| 12 | Министр здравоохранения и социальных служб            | Роберт Кеннеди-младший (независимый) |
| 13 | Министр жилищного строительства и городского развития | Скотт Тёрнер (республиканец)         |
| 14 | Министр транспорта                                    | Шон Даффи (республиканец)            |
| 15 | Министр энергетики                                    | Крис Райт (республиканец)            |
| 16 | Министр образования                                   | Линда Макмэн (республиканец)         |
| 17 | Министр по делам ветеранов                            | Дуг Коллинз (республиканец)          |
| 18 | Министр внутренней безопасности                       | Кристи Ноэм (республиканец)          |